# 500-km-Rennen von Bridgehampton 1965, 1. Rennen

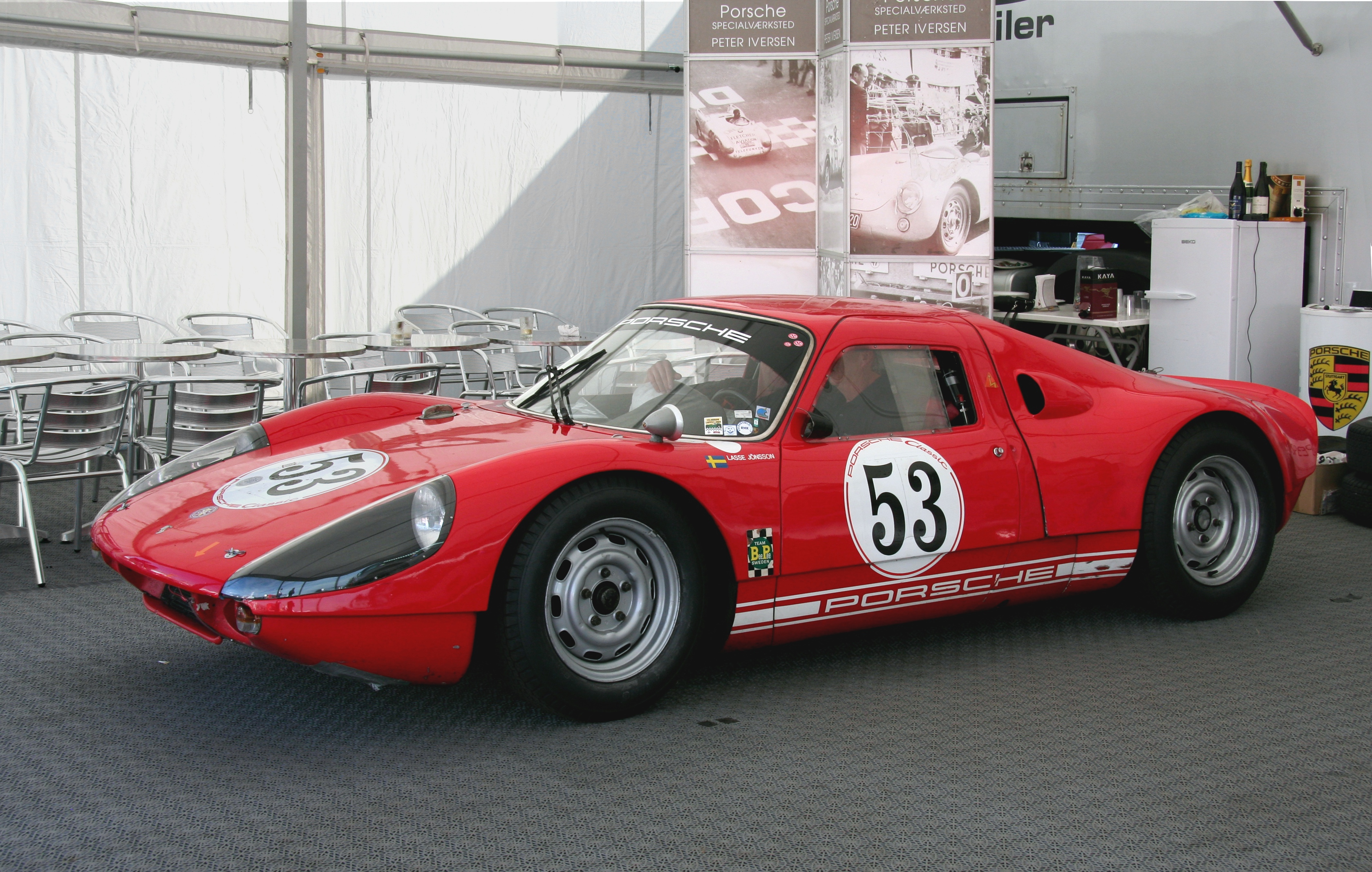
Porsche 904 GTS

Das 500-km-Rennen von Bridgehampton, auch The 1965 Bridgehampton Double 500 for The Edwin H. Krom Memorial Trophy, The Bridgehampton Race Circuit  wurde am 19. September 1965 in zwei Läufen ausgefahren. Die Rennveranstaltung war der 19. Wertungslauf der Sportwagen-Weltmeisterschaft dieses Jahres.

## Das Rennen
Auch 1965 wurde das 500-km-Rennen von Bridgehampton in zwei Wertungsläufen gewertet, die beide als Einzelrennen zur Weltmeisterschaft zählten. Im Unterschied zum Vorjahr fanden 1965 beide Rennen am selben Tag statt und hatten jeweils eine Distanz von 500 Kilometern.
Die Wertung der Rennfahrzeuge bis 2 Liter Hubraum gewann Herb Wetanson auf einem Porsche 904 GTS vor Dick Young und George Alderman auf Lotus 23 B sowie Fred Ashplant, der einen Lotus Elan 26 R fuhr. Das Rennen der Sportwagen über 2 Liter Hubraum gewann Hap Sharp im Chaparral 2A vor Pedro Rodríguez im Ferrari 365P2 und Skip Scott und Dick Thompson, die einen Shelby Cobra 427 steuerten.

## Ergebnisse

### Schlussklassement
| 1               | GT 2.0 | 14 | Wetson's Drive-Ins                  | Herb Wetanson                      | Porsche 904 GTS      | 110 |
| 2               | SR 1.6 | 25 | George Alderman                     | Dick Young George Alderman         | Lotus 23B            |     |
| 3               | SR 1.6 | 27 | F. B. Ashplant                      | Fred Ashplant                      | Lotus Elan 26R       |     |
| 4               | GT 2.0 | 48 | The British Motor Corp. Hambro Inc. | Paddy Hopkirk                      | MGB                  |     |
| 5               | P 1.6  | 69 | William Baldwin                     | Paul Richards                      | Alpine M63           |     |
| 6               | GT 1.3 | 50 | The British Motor Corp. Hambro Inc. | Rauno Aaltonen                     | MG Midget            |     |
| 7               | GT 1.0 | 32 | Jody Porter                         | John Girdler                       | Fiat-Abarth 1000     |     |
| 8               | GT 1.6 | 10 | Harry Theodoracopulos               | Harry Theodoracopulos Bob Grossman | Alfa Romeo Giulia TZ |     |
| 9               | GT 2.0 | 47 | Art Riley Motor Inc.                | Art Riley                          | Volvo P1800          |     |
| 10              | GT 1.3 | 29 | George Owen                         | George Owen Tom O’Brien            | Alfa Romeo Giulietta |     |
| 11              | GT 1.3 | 49 | The British Motor Corp. Hambro Inc. | Timo Mäkinen Leo Picard            | MG Midget            |     |
| 12              | SR 1.6 | 42 | Candido DaMota                      | Candido DaMota                     | Lotus 23             |     |
| Ausgefallen     |        |    |                                     |                                    |                      |     |
| 13              | GT 1.6 | 20 | Carmelo Giuffre                     | Carmelo Giuffre                    | Alfa Romeo Giulia    |     |
| 14              | GT 1.6 | 21 | Tom O’Brien                         | Jim O’Brien Bob Hutchins           | Alfa Romeo Giulia    |     |
| 15              | GT 1.0 | 22 | Paul Layman                         | Paul Layman                        | Fiat-Abarth 1000     |     |
| 16              | GT 2.0 | 26 | Art Swanson                         | Art Swanson Robert Ennis           | Abarth-Simca 2000 GT |     |
| 17              | SR 1.6 | 38 | Don Rosendale                       | Don Rosendale                      | Genie                |     |
| 18              | GT 1.0 | 62 | Adrienne Fashion Studio             | Henry Kraaz Jerry Kraaz            | Fiat-Abarth 1000     |     |
| 19              | GT 1.6 | 77 | Bruce Jennings                      | Bruce Jennings                     | Porsche 356B Carrera |     |
| Nicht gestartet |        |    |                                     |                                    |                      |     |
| 20              | GT 2.0 | 31 | Jody Porter                         | Jody Porter                        | Abarth-Simca 2000 GT | 1   |

1 nicht gestartet

### Nur in der Meldeliste
Hier finden sich Teams, Fahrer und Fahrzeuge, die ursprünglich für das Rennen gemeldet waren, aber aus den unterschiedlichsten Gründen daran nicht teilnahmen.
| Pos. | Klasse | Nr. | Team            | Fahrer         | Chassis            |
| ---- | ------ | --- | --------------- | -------------- | ------------------ |
| 21   | GT 1.0 | 68  | John Langerman  | John Langerman | Austin Mini-Cooper |
| 22   | GT 1.3 | 69  | William Baldwin | Paul Richards  | Alpine A110        |

### Klassensieger
| Klasse | Fahrer                | Fahrer          | Fahrzeug             | Platzierung im Gesamtklassement |
| ------ | --------------------- | --------------- | -------------------- | ------------------------------- |
| SR 1.6 | Dick Young            | George Alderman | Lotus 23B            | Rang 2                          |
| P 1.6  | Paul Richards         |                 | Alpine M63           | Rang 5                          |
| GT 2.0 | Herb Wetanson         |                 | Porsche 904 GTS      | Gesamtsieg                      |
| GT 1.6 | Harry Theodoracopulos | Bon Grossman    | Alfa Romeo Giulia TZ | Rang 8                          |
| GT 1.3 | Rauno Aaltonen        |                 | MG Midget            | Rang 6                          |
| GT 1.0 | John Girdler          |                 | Fiat-Abarth 1000     | Rang 7                          |

### Renndaten
- Gemeldet: 22
- Gestartet: 19
- Gewertet: 12
- Rennklassen: 6
- Zuschauer: unbekannt
- Wetter am Renntag: warm und trocken
- Streckenlänge: 4,603 km
- Fahrzeit des Siegerteams: 3:38:12,000 Stunden
- Gesamtrunden des Siegerteams: 110
- Gesamtdistanz des Siegerteams: 506,300 km
- Siegerschnitt: 139,221 km/h
- Pole Position: unbekannt
- Schnellste Rennrunde: unbekannt
- Rennserie: 19. Lauf zur Sportwagen-Weltmeisterschaft 1965